# 홍혜란
홍혜란(1957년 ~ )은 대한민국 여자 농구 국가대표팀 선수였다. 숭의여자고등학교를 졸업하고 실업팀 태평양화학에 입단했고, 장기간 국가대표 선수로 활약하며 태평양의 무적함대 시대를 이끌었다. 삼성전자 선수였던 이왕돈과의 사이에 둔 1남 1녀인 이광재(현 부산 KT 소닉붐)와 이유진(현 부천 하나외환이 모두 선수로 뛰고 있는 농구 가족이다.

## 경력
- 숭의여자고등학교
- 태평양화학